# Lac Mystère
Pour plus de détails, voir Fiche technique et Distribution.
Lac Mystère est un film québécois réalisé par Érik Canuel et sorti le 23 août 2013 au Québec. Le film est librement inspiré du roman Mirror Lake d'Andrée A. Michaud publié en 2006 aux Éditions Québec Amérique.

## Synopsis
Après avoir été trahi par sa famille, un homme se réfugie dans un chalet autour du lac Kaionwahere avec son chien. Cependant, loin de trouver la tranquillité qu'il cherchait, il se retrouve dans une histoire avec une danseuse, un policier amoureux d'elle qui la cherche avec une passion assassine, un voisin mystérieux, un noyé introuvable et un criminel en fuite.

## Fiche technique
- Titre original : Lac Mystère
- Réalisation : Érik Canuel
- Scénario : Diane Cailhier avec la participation de Érik Canuel d'après le roman Mirror Lake d'Andrée A. Michaud
- Musique : Michel Corriveau
- Direction artistique : Jean Bécotte
- Costumes : Sharon Scott
- Maquillage : Christiane Fattori
- Coiffure : Manon Joly
- Photographie : Bernard Couture
- Son : Martin Desmarais, Christian Rivest, Gavin Fernandes
- Montage : Jean-François Bergeron
- Production : Jacques Bonin
- Société de production : Novem Cinéma
- Sociétés de distribution : Les Films Christal, Les Films Séville
- Budget : 4,5 millions $ CA[1]
- Pays de production :  Canada
- Langue originale : français
- Format : couleur
- Genre : thriller
- Durée : 118 minutes
- Dates de sortie :
  - Canada : 19 août 2013 (première au cinéma Impérial à Montréal)[2]
  - Canada : 23 août 2013 (sortie en salle au Québec)
  - Canada : 26 novembre 2013 (DVD)
- Classification :
  - Québec : 13 ans et plus (Violence)[3]
- Nombre d'entrées au Québec : 26 506 [4].

## Distribution
- Maxim Gaudette : Éric L'Heureux / Fred Moreau
- Laurent Lucas : Philippe Morel
- Laurence Leboeuf : Kate « Star » / Amy Jo Simard
- Benoît Gouin : sergent John Paquette
- Mylène Dinh-Robic : Kim, policière
- Marc Beaupré : Petit Jack
- Sylvain Marcel : Jack « le Pic » Picard
- Gildor Roy : Max, le barman
- Gardy Fury : le caissier du dépanneur
- Érik Canuel : le portier du bar

## Distinctions

### Nominations
- Jutra 2014 : Meilleure coiffure pour Manon Joly